# سكيم (برمجية)
سكيم (بالإنجليزية: Skim)‏ هو قارئ بي دي إف [الإنجليزية] ومُدوِّن الملاحظات لنظام التشغيل ماك أو إس، وهو مصمم لعرض ملفات بي دي إف، وقراءة صفحات بي دي إف العلميَّة والتعليق عليها. وهو برنامجٌ حُرّ ومفتوح المصدر ويُعتبر على وجه الخصوص أول قارئ بي دي إف حُرّ لنظام ماك أو إس.

## تاريخ
جاء أوَّل إصدار «0.2» في أبريل 2007. كان مطوري التطبيق مسؤولين أيضًا عن برنامج مفتوح المصدر معروف آخر يُسمى بيب ديسك [الإنجليزية].